# スモール・チェンジ
『スモール・チェンジ』（Small Change）は、トム・ウェイツが1976年に発表したアルバム。トムにとって初の全米トップ100入りを果たしたアルバムで、代表曲の一つ「トム・トラバーツ・ブルース」収録。

## 解説
1976年、トムは初のヨーロッパ・ツアーを行い、そこで多くの新曲を作る。帰国後、『Pasties and a G-String』という仮タイトルのついたアルバムの制作に取りかかり、最終的にタイトルを『スモール・チェンジ』に変更して発表。
本作のレコーディングには、大御所ジャズ・ドラマーのシェリー・マンも参加。シェリーは、その後もトムのアルバム作りをサポートする。他にルー・タバキン（穐吉敏子の夫）も参加。

## 歌詞
アルバム・タイトルの"Small Change"とは、直訳すれば「小銭」だが、タイトル曲では「ちっぽけな野郎」というニュアンスで使われている。
トムの歌詞には、固有名詞が登場することが多いが、本作には多くの有名人（マリリン・モンロー、ロッキー・マルシアノ、ルイ・アームストロング、ミッキー・マントル、リタ・ヘイワース、ヴィンセント・プライス、フーディーニ他）の名前が織り込まれている。「のってる奴」「想い出のニューオリンズ」でネタにされているチャック・E・ワイスは、トムの友人のミュージシャンで、1981年にデビューを果たす。
「トム・トラバーツ・ブルース」のサビの部分では、オーストラリアで愛されてきたポピュラー・ソング「ワルチング・マチルダ」の一節が引用されている。「ステップ・ライト・アップ」の詞は歌詞カードに記載されておらず、代わりに、写真とクリーピング・チャーリーの葉2枚と返信用封筒をトロピカーナ（当時トムが暮らしていたハリウッドのモーテル）宛に送れば、歌詞を返送する旨のメッセージが書かれている。

## 収録曲
全曲トム・ウェイツ作。
1. トム・トラバーツ・ブルース - "Tom Traubert's Blues (Four Sheets to the Wind in Copenhagen)" - 6:39
2. ステップ・ライト・アップ - "Step Right Up" - 5:43
3. のってる奴 - "Jitterbug Boy (Sharing a Curbstone With Chuck E. Weiss, Robert Marchese, Paul Body and The Mug and Artie)" - 3:44
4. 想い出のニューオリンズ - "I Wish I Was in New Orleans (in the Ninth Ward)" - 4:53
5. ピアノが酔っちまった - "The Piano Has Been Drinking  (Not Me) (an Evening with Pete King)" - 3:40
6. ブルースへようこそ - "Invitation to the Blues" - 5:24
7. ペイスティとGストリング - "Pasties and a G-String (at the Two O'Clock Club)" - 2:32
8. 身も心も疲れはてて - "Bad Liver and a Broken Heart (in Lowell)" - 4:50
9. ザ・ワン・ザット・ゴット・アウェイ - "The One That Got Away" - 4:07
10. スモール・チェンジ - "Small Change (Got Rained on with His Own .38)" - 5:07
11. 仕事が終わるまで待てないよ - "I Can't Wait to Get Off Work (and See My Baby on Montgomery Avenue)" - 3:17

## カヴァー
- 1992年、ロッド・スチュワートが「トム・トラバーツ・ブルース」のカヴァーをシングル・ヒットさせる（全英6位）。ロッドは、1993年にMTVアンプラグドに出演した際も同曲を歌った。2003年には、マリア・ジョアンとマリオ・ラジーニャの連名によるアルバム『アンダーカヴァーズ』でも同曲がカヴァーされた[4]。
- ボン・ジョヴィも、1993年12月20日のニュージャージー公演において、ドラマーのティコ・トーレスのリード・ボーカルで「トム・トラバーツ・ブルース」を演奏した。この時の音源は、日本では1994年にミニ・アルバム『ドライ・カウンティ+ライヴ・アット・カウント・ベイシー・シアター』（日本フォノグラム、CD番号PHCR-3033）で発表された。
- 「ブルースへようこそ」は、ホリー・コールによるトム・ウェイツのカヴァー・アルバム『Temptation』（1995年）で取り上げられた。
- 「想い出のニューオリンズ」は、スカーレット・ヨハンソンによるトム・ウェイツのカヴァー・アルバム『レイ・マイ・ヘッド』（2008年）で取り上げられた。

## 参加ミュージシャン
- トム・ウェイツ - ボーカル、ピアノ
- ルー・タバキン - テナー・サックス
- ジム・ヒューアート - ベース
- シェリー・マン - ドラムス
- ジェリー・イェスター - ストリングス・アレンジ
- ストリングス・セクション
  - ヴァイオリン - ハリー・ブルーストーン、イスラエル・ベイカー、ネイザン・カプロフ、ネイザン・ロス、ジョージ・キャスト、マーレイ・アドラー、マーヴィン・リモニック、アルフレッド・ラストガーテン、シェルドン・サノヴ
  - ヴィオラ - サム・ボグホジアン、デヴィッド・シュワルツ、アラン・ハーシュマン
  - チェロ - エド・ラストガーテン、キャスリーン・ラストガーテン、レイ・ケリー、ジェシ・エーリック